# Labeo quadribarbis
Labeo quadribarbis är en fiskart som beskrevs av Max Poll och Gosse, 1963. Labeo quadribarbis ingår i släktet Labeo och familjen karpfiskar. IUCN kategoriserar arten globalt som livskraftig. Inga underarter finns listade i Catalogue of Life.